# Tetramorium ferox
Tetramorium ferox (лат.) — вид муравьёв рода Tetramorium из подсемейства Myrmicinae (Formicidae).

## Распространение
Палеарктика: южная и восточная Европа (в том числе, Россия и Украина), Турция, Иран, Кавказ, Средняя Азия.

## Описание
Мелкие (длина рабочих 2—4 мм, матки и самцы вдвое крупнее, до 7 мм) земляные муравьи бурого цвета. Отличаются от близких видов расширенными члениками стебелька и гладкими и блестящими жвалами самок. Усики рабочих и самок 12-члениковые с 3-члениковой булавой (у самцов усики 10-члениковые). Боковые части клипеуса килевидно приподняты около места прикрепления усиков. Жвалы широкотреугольные с зубчатым жевательным краем. Стебелёк между грудкой и брюшком состоит из двух члеников: петиолюса и постпетиолюса (последний четко отделен от брюшка), жало развито, куколки голые (без кокона). Заднегрудка с 2 короткими и широкими проподеальными шипиками. Брюшко гладкое и блестящее, грудка морщинистая.

## Таксономия
Tetramorium ferox относится к комплексу видов Tetramorium ferox в составе видовой группы Tetramorium caespitum. Вид был впервые описан в 1903 году под первоначальным названием Tetramorium caespitum var. ferox Ruzsky, 1903, до вида повышен в 1931 году.